# Großer Preis der USA 2014
Der Große Preis der USA 2014 (offiziell 2014 Formula 1 United States Grand Prix) fand am 2. November auf dem Circuit of The Americas in Austin statt und war das 17. Rennen der Formel-1-Weltmeisterschaft 2014.

## Berichte

### Hintergrund
Nach dem Großen Preis von Russland führte Lewis Hamilton in der Fahrerwertung mit 17 Punkten vor Nico Rosberg und 92 Punkten vor Daniel Ricciardo. Diese drei Fahrer hatten noch die Chance auf den Fahrertitel. In der Konstrukteurswertung führte Mercedes mit 223 Punkten vor Red Bull-Renault und mit 349 Punkten vor Williams. Mercedes stand bereits als Weltmeister fest.
Beim Großen Preis der USA stellte Pirelli den Fahrern die Reifenmischungen P Zero Medium (weiß) und P Zero Soft (gelb) sowie für Nässe Cinturato Intermediates (grün) und Cinturato Full-Wets (blau) zur Verfügung.
Es gab zwei DRS-Zonen. Die erste Zone lag auf der Gegengeraden und begann 320 Meter nach Kurve elf, der Messpunkt lag 150 Meter nach Kurve zehn. Die zweite DRS-Zone lag auf der Start-Ziel-Geraden und begann 80 Meter nach der letzten Kurve. Der Messpunkt lag 65 Meter nach Kurve 18.
Kevin Magnussen, Pastor Maldonado (jeweils vier), Valtteri Bottas, Romain Grosjean, Adrian Sutil (jeweils zwei) und Jean-Éric Vergne (einer) gingen mit Strafpunkten ins Rennwochenende.
Mit Hamilton (zweimal) und Sebastian Vettel (einmal) traten zwei ehemalige Sieger zu diesem Rennen an.
Als Rennkommissare fungierten Silvia Bellot (ESP), Garry Connelly (AUS), Tim Mayer (USA) und Derek Warwick (GBR).
Im Vorfeld des Rennens scheiterte die im Juni 2014 angekündigte Übernahme des Caterham F1 Teams durch das arabisch-schweizerische Konsortium Engavest S.A. Daraufhin stellte das Team den Rennbetrieb ein und trat beim Großen Preis der USA nicht an. Am 27. Oktober 2014 wurde bekannt, dass auch Marussia in die Insolvenz eingetreten war und am Rennen nicht teilnehmen werde. Damit traten erstmals seit dem Großen Preis von Monaco 2005 nur 18 Fahrzeuge bei einem Rennen der Formel-1-Weltmeisterschaft an.

### Training
Im ersten freien Training war Hamilton am schnellsten vor Rosberg und Jenson Button. Bei Williams fuhr Felipe Nasr an Stelle von Valtteri Bottas, bei Toro Rosso Max Verstappen an Stelle von Jean-Éric Vergne. Die Strecke hatte in diesem Training wenig Grip, sodass mehrere Piloten in Kurve 19 die Strecke verlassen mussten. Unfälle gab es nicht.
Im zweiten freien Training war erneut Hamilton der Schnellste vor Rosberg und Fernando Alonso. Bei Vettel musste das Getriebe gewechselt werden. Dies bleibt jedoch ohne Konsequenzen, da Vettel aufgrund der Verwendung der sechsten Antriebseinheit aus der Boxengasse starten muss.
Im dritten freien Training blieb Hamilton vor Rosberg in Führung. Felipe Massa wurde Dritter. Rosberg hatte in dieser Sitzung Probleme mit den Bremsen.

### Qualifying
Aufgrund der geringeren Teilnehmerzahl wurde das Qualifyingformat leicht modifiziert. Es bestand aus drei Teilen mit einer Nettolaufzeit von 45 Minuten. Im ersten Qualifying-Segment (Q1) hatten die Fahrer 18 Minuten Zeit, um sich für das Rennen zu qualifizieren. Alle Fahrer, die im ersten Abschnitt eine Zeit erzielten, die maximal 107 Prozent der schnellsten Rundenzeit betrug, qualifizierten sich für den Grand Prix. Die besten 14 Fahrer erreichten den nächsten Teil. Hamilton fuhr die schnellste Runde. Grosjean, Vettel, Esteban Gutiérrez und Vergne schieden aus. Vettel unternahm keinen ernsthaften Qualifikationsversuch, da er aufgrund des Einsatzes einer sechsten Motoreneinheit unabhängig vom Qualifying-Ergebnis aus der Boxengasse starten musste.
Der zweite Abschnitt (Q2) dauerte 15 Minuten. Die schnellsten zehn Piloten qualifizierten sich für den dritten Teil des Qualifyings. Rosberg war am Schnellsten. Die Force-India-Piloten sowie Daniil Kwjat und Maldonado schieden aus.
Der finale Abschnitt (Q3) ging über eine Zeit von zwölf Minuten, in denen die ersten zehn Startpositionen vergeben wurden. Rosberg erzielte die Pole-Position schließlich vor Hamilton und Bottas.
Button erhielt wegen eines Getriebewechsels eine Startplatzstrafe in Höhe von fünf, Kwjat wegen der Verwendung eines siebten Verbrennungsmotors (internal combustion engine, ICE) eine Startplatzstrafe in Höhe von zehn Positionen.

### Rennen
Hülkenberg, Kwjat und Vettel starteten auf der Reifenmischung Medium, alle anderen Fahrer begannen auf der Reifenmischung Soft. Vettel startete aus der Box. Rosberg behielt die Führung beim Start vor Hamilton. In der ersten Runde kam es zu einer Kollision zwischen Pérez und Sutil, bei der beide Fahrer ausschieden. Pérez versuchte, Räikkönen zu überholen, und fuhr dabei in Sutil herein. Das Safety Car kam zur Bergung von Sutils Fahrzeug auf die Strecke, Pérez fuhr noch zurück an die Box. Pérez wurde für das Verursachen der Kollision mit zwei Strafpunkten sowie eine Strafversetzung in Höhe von sieben Positionen für die nächste Startaufstellung versehen. Maldonado, Hülkenberg, Button, Gutiérrez und Vettel gingen zum Reifenwechsel an die Box. Vettel wechselte auf die weichere Reifenmischung und eine Runde später zurück auf die härtere. Während der Safety-Car-Phase fuhren Maldonado, Gutiérrez und Vergne schneller als die vorgegebene Delta-Zeit. Die drei Fahrer erhielten eine Zeitstrafe in Höhe von fünf Sekunden sowie einen Strafpunkt.
Das Rennen wurde in der fünften Runde wieder freigegeben. Rosberg blieb vor Hamilton, Massa und Bottas. Ricciardo ging an Alonso vorbei. Die Mercedes setzten sich in den nächsten Runden vom restlichen Feld ab. In der 14. Runde begann die Phase der ersten Boxenstopps. Massa und Ricciardo gingen zunächst an die Box. Massa blieb auf der weicheren Reifenmischung, Ricciardo wechselte auf Medium. Eine Runde später fuhren Rosberg und Bottas an die Box, wobei sich Rosberg für einen Wechsel von Soft auf Medium entschied. Er hatte vor dem Stopp etwa zwei Sekunden Vorsprung auf Hamilton. Bottas fiel beim Stopp hinter Ricciardo zurück. Hamilton folgte eine Runde nach Rosberg und blieb hinter ihm. Während der Phase der ersten Boxenstopps rollte Hülkenberg mit einem technischen Problem aus.
Nach dem ersten Boxenstopp gelang es Hamilton, auf Rosberg aufzuholen. In der 24. Runde bremste Hamilton sich schließlich vorbei und übernahm die Führung. Hamilton setzte sich umgehend von Rosberg ab, sodass dieser nicht mehr im DRS-Zeitintervall lag. In der Phase der zweiten Boxenstopps ging Hamilton vor Rosberg zum Stopp und blieb in Führung. Ricciardo ging vor Massa zum Stopp und mit dieser Taktik an ihn vorbei auf die dritte Position.
In der 39. Runde erhielt Maldonado eine Fünf-Sekunden-Zeitstrafe, da er in der Boxengasse zu schnell gefahren war. Zum Zeitpunkt als die Strafe ausgesprochen wurde, lag er auf dem 14. Platz. In dem letzten Renndrittel gingen Alonso und Vettel noch einmal an die Box. Während Alonso nur hinter Vettel, der darauf an die Box ging, zurückfiel, verlor Vettel einige Position, die er jedoch durch Überholmanöver wieder gut machte und schließlich wieder hinter Alonso lag. Vergne überholte ebenfalls einige Fahrer, wobei er Grosjean beim Überholen leicht berührte und dafür von der Rennleitung nachträglich mit einer Fünf-Sekunden-Zeitstrafe sowie einem Strafpunkt belegt wurde. Da Vergne und Maldonado beide eine solche Zeitstrafe erhalten hatte und sie am Ende alleine in diesem Zeitfenster lagen, war die Reihenfolge im Ziel mit dem Rennergebnis identisch.
Hamilton gewann das Rennen vor Rosberg und Ricciardo. Hamilton wurde durch seinen 32. Sieg zum nach Siegen erfolgreichsten britischen Formel-1-Rennfahrer und zog in der ewigen Bestenliste mit Alonso gleich. Massa wurde Vierter, Bottas Fünfter. Alonso, Vettel, Magnussen, Maldonado und Vergne komplettierten die Top 10. Es war Maldonados erste Punkteplatzierung der Saison.
In der Fahrer- und Konstrukteursweltmeisterschaft blieben die ersten drei Positionen unverändert. Nur Hamilton und Rosberg hatten noch eine Chance auf den Fahrerweltmeistertitel. Die Titelentscheidung wird erst beim letzten Saisonrennen, in dem doppelte Punkte vergeben werden, fallen, da Hamilton vor diesem Rennen keinen ausreichenden Vorsprung auf Rosberg herausfahren konnte. Rosberg kann den Titel nicht mehr aus eigener Kraft gewinnen, da Hamilton zwei zweite Plätze zum Titelgewinn ausreichen.

## Meldeliste
| Team                          | Nr. | Fahrer            | Chassis           | Motor                 | Reifen |
| ----------------------------- | --- | ----------------- | ----------------- | --------------------- | ------ |
| Infiniti Red Bull Racing      | 01  | Sebastian Vettel  | Red Bull RB10     | Renault 1.6 V6T       | P      |
| Infiniti Red Bull Racing      | 03  | Daniel Ricciardo  | Red Bull RB10     | Renault 1.6 V6T       | P      |
| Mercedes AMG Petronas F1 Team | 06  | Nico Rosberg      | Mercedes F1 W05   | Mercedes-Benz 1.6 V6T | P      |
| Mercedes AMG Petronas F1 Team | 44  | Lewis Hamilton    | Mercedes F1 W05   | Mercedes-Benz 1.6 V6T | P      |
| Scuderia Ferrari              | 07  | Kimi Räikkönen    | Ferrari F14 T     | Ferrari 1.6 V6T       | P      |
| Scuderia Ferrari              | 14  | Fernando Alonso   | Ferrari F14 T     | Ferrari 1.6 V6T       | P      |
| Lotus F1 Team                 | 08  | Romain Grosjean   | Lotus E22         | Renault 1.6 V6T       | P      |
| Lotus F1 Team                 | 13  | Pastor Maldonado  | Lotus E22         | Renault 1.6 V6T       | P      |
| Sahara Force India F1 Team    | 11  | Sergio Pérez      | Force India VJM07 | Mercedes-Benz 1.6 V6T | P      |
| Sahara Force India F1 Team    | 27  | Nico Hülkenberg   | Force India VJM07 | Mercedes-Benz 1.6 V6T | P      |
| Williams Martini Racing       | 19  | Felipe Massa      | Williams FW36     | Mercedes-Benz 1.6 V6T | P      |
| Williams Martini Racing       | 40  | Felipe Nasr       | Williams FW36     | Mercedes-Benz 1.6 V6T | P      |
| Williams Martini Racing       | 77  | Valtteri Bottas   | Williams FW36     | Mercedes-Benz 1.6 V6T | P      |
| McLaren Mercedes              | 20  | Kevin Magnussen   | McLaren MP4-29    | Mercedes-Benz 1.6 V6T | P      |
| McLaren Mercedes              | 22  | Jenson Button     | McLaren MP4-29    | Mercedes-Benz 1.6 V6T | P      |
| Sauber F1 Team                | 21  | Esteban Gutiérrez | Sauber C33        | Ferrari 1.6 V6T       | P      |
| Sauber F1 Team                | 99  | Adrian Sutil      | Sauber C33        | Ferrari 1.6 V6T       | P      |
| Scuderia Toro Rosso           | 25  | Jean-Éric Vergne  | Toro Rosso STR9   | Renault 1.6 V6T       | P      |
| Scuderia Toro Rosso           | 26  | Daniil Kwjat      | Toro Rosso STR9   | Renault 1.6 V6T       | P      |
| Scuderia Toro Rosso           | 38  | Max Verstappen    | Toro Rosso STR9   | Renault 1.6 V6T       | P      |

Anmerkungen
1. 1 2  Der Williams mit der Startnummer 40 wurde im ersten freien Training für Nasr eingesetzt. Bottas übernahm das Fahrzeug anschließend für das restliche Rennwochenende mit seiner Startnummer 77.
2. 1 2  Der Toro Rosso mit der Startnummer 38 wurde im ersten freien Training für Verstappen eingesetzt. Vergne übernahm das Fahrzeug anschließend für das restliche Rennwochenende mit seiner Startnummer 25.

## Klassifikationen

### Qualifying
| Pos.                                                                      | Fahrer            | Konstrukteur         | Q1       | Q2       | Q3       | Start |
| ------------------------------------------------------------------------- | ----------------- | -------------------- | -------- | -------- | -------- | ----- |
| 01                                                                        | Nico Rosberg      | Mercedes             | 1:38,308 | 1:36,290 | 1:36,067 | 01    |
| 02                                                                        | Lewis Hamilton    | Mercedes             | 1:37,196 | 1:37,287 | 1:36,443 | 02    |
| 03                                                                        | Valtteri Bottas   | Williams-Mercedes    | 1:38,249 | 1:37,499 | 1:36,906 | 03    |
| 04                                                                        | Felipe Massa      | Williams-Mercedes    | 1:37,877 | 1:37,347 | 1:37,205 | 04    |
| 05                                                                        | Daniel Ricciardo  | Red Bull-Renault     | 1:38,814 | 1:37,873 | 1:37,244 | 05    |
| 06                                                                        | Fernando Alonso   | Ferrari              | 1:38,349 | 1:38,010 | 1:37,610 | 06    |
| 07                                                                        | Jenson Button     | McLaren-Mercedes     | 1:38,574 | 1:38,024 | 1:37,655 | 12    |
| 08                                                                        | Kevin Magnussen   | McLaren-Mercedes     | 1:38,557 | 1:38,047 | 1:37,706 | 07    |
| 09                                                                        | Kimi Räikkönen    | Ferrari              | 1:38,669 | 1:38,263 | 1:37,804 | 08    |
| 10                                                                        | Adrian Sutil      | Sauber-Ferrari       | 1:38,855 | 1:38,378 | 1:38,810 | 09    |
| 11                                                                        | Pastor Maldonado  | Lotus-Renault        | 1:38,608 | 1:38,467 | –        | 10    |
| 12                                                                        | Sergio Pérez      | Force India-Mercedes | 1:39,200 | 1:38,554 | –        | 11    |
| 13                                                                        | Nico Hülkenberg   | Force India-Mercedes | 1:38,931 | 1:38,598 | –        | 13    |
| 14                                                                        | Daniil Kwjat      | Toro Rosso-Renault   | 1:38,936 | 1:38,699 | –        | 17    |
| 15                                                                        | Jean-Éric Vergne  | Toro Rosso-Renault   | 1:39,250 | –        | –        | 14    |
| 16                                                                        | Esteban Gutiérrez | Sauber-Ferrari       | 1:39,555 | –        | –        | 15    |
| 17                                                                        | Sebastian Vettel  | Red Bull-Renault     | 1:39,621 | –        | –        | Box   |
| 18                                                                        | Romain Grosjean   | Lotus-Renault        | 1:39,679 | –        | –        | 16    |
| 107-Prozent-Zeit: 1:43,999 min (bezogen auf Q1-Bestzeit von 1:37,196 min) |                   |                      |          |          |          |       |

Anmerkungen
1. ↑  Button wurde wegen eines Getriebewechsels um fünf Positionen nach hinten versetzt.
2. ↑  Kwjat wurde wegen der Verwendung des siebten Verbrennungsmotors (Internal Combustion Engine, ICE) um zehn Positionen nach hinten versetzt. Da er nur um drei Positionen zurückversetzt werden konnte, wird er eine Strafversetzung von sieben Positionen mit ins nächste Rennen nehmen.
3. ↑  Vettel startete wegen der Verwendung der sechsten Motoreneinheit aus der Boxengasse.

### Rennen
| Pos. | Fahrer            | Konstrukteur         | Runden | Zeit        | Start | Schnellste Runde |
| ---- | ----------------- | -------------------- | ------ | ----------- | ----- | ---------------- |
| 01   | Lewis Hamilton    | Mercedes             | 56     | 1:40:04,785 | 02    | 1:41,929 (49.)   |
| 02   | Nico Rosberg      | Mercedes             | 56     | + 4,314     | 01    | 1:41,932 (48.)   |
| 03   | Daniel Ricciardo  | Red Bull-Renault     | 56     | + 25,560    | 05    | 1:42,831 (33.)   |
| 04   | Felipe Massa      | Williams-Mercedes    | 56     | + 26,924    | 04    | 1:42,971 (50.)   |
| 05   | Valtteri Bottas   | Williams-Mercedes    | 56     | + 30,992    | 03    | 1:42,505 (55.)   |
| 06   | Fernando Alonso   | Ferrari              | 56     | + 1:35,231  | 06    | 1:41,474 (47.)   |
| 07   | Sebastian Vettel  | Red Bull-Renault     | 56     | + 1:35,734  | Box   | 1:41,379 (50.)   |
| 08   | Kevin Magnussen   | McLaren-Mercedes     | 56     | + 1:40,682  | 07    | 1:44,287 (29.)   |
| 09   | Pastor Maldonado  | Lotus-Renault        | 56     | + 1:47,870  | 10    | 1:43,808 (38.)   |
| 10   | Jean-Éric Vergne  | Toro Rosso-Renault   | 56     | + 1:48,863  | 14    | 1:44,180 (17.)   |
| 11   | Romain Grosjean   | Lotus-Renault        | 55     | + 1 Runde   | 16    | 1:44,440 (51.)   |
| 12   | Jenson Button     | McLaren-Mercedes     | 55     | + 1 Runde   | 12    | 1:44,255 (33.)   |
| 13   | Kimi Räikkönen    | Ferrari              | 55     | + 1 Runde   | 08    | 1:42,888 (54.)   |
| 14   | Esteban Gutiérrez | Sauber-Ferrari       | 55     | + 1 Runde   | 15    | 1:43,006 (47.)   |
| 15   | Daniil Kwjat      | Toro Rosso-Renault   | 55     | + 1 Runde   | 17    | 1:41,689 (53.)   |
| –    | Nico Hülkenberg   | Force India-Mercedes | 16     | DNF         | 13    | 1:46,226 (15.)   |
| –    | Sergio Pérez      | Force India-Mercedes | 1      | DNF         | 11    | –                |
| –    | Adrian Sutil      | Sauber-Ferrari       | 0      | DNF         | 09    | –                |

## WM-Stände nach dem Rennen
Die ersten zehn des Rennens bekamen 25, 18, 15, 12, 10, 8, 6, 4, 2 bzw. 1 Punkt(e).

### Fahrerwertung
| Pos. | Fahrer           | Konstrukteur         | Punkte |
| ---- | ---------------- | -------------------- | ------ |
| 01   | Lewis Hamilton   | Mercedes             | 316    |
| 02   | Nico Rosberg     | Mercedes             | 292    |
| 03   | Daniel Ricciardo | Red Bull-Renault     | 214    |
| 04   | Valtteri Bottas  | Williams-Mercedes    | 155    |
| 05   | Sebastian Vettel | Red Bull-Renault     | 149    |
| 06   | Fernando Alonso  | Ferrari              | 149    |
| 07   | Jenson Button    | McLaren-Mercedes     | 94     |
| 08   | Felipe Massa     | Williams-Mercedes    | 83     |
| 09   | Nico Hülkenberg  | Force India-Mercedes | 76     |
| 10   | Kevin Magnussen  | McLaren-Mercedes     | 53     |
| 11   | Sergio Pérez     | Force India-Mercedes | 47     |
| 12   | Kimi Räikkönen   | Ferrari              | 47     |

| Pos. | Fahrer            | Konstrukteur       | Punkte |
| ---- | ----------------- | ------------------ | ------ |
| 13   | Jean-Éric Vergne  | Toro Rosso-Renault | 22     |
| 14   | Romain Grosjean   | Lotus-Renault      | 8      |
| 15   | Daniil Kwjat      | Toro Rosso-Renault | 8      |
| 16   | Pastor Maldonado  | Lotus-Renault      | 2      |
| 17   | Jules Bianchi     | Marussia-Ferrari   | 2      |
| 18   | Adrian Sutil      | Sauber-Ferrari     | 0      |
| 19   | Marcus Ericsson   | Caterham-Renault   | 0      |
| 20   | Esteban Gutiérrez | Sauber-Ferrari     | 0      |
| 21   | Max Chilton       | Marussia-Ferrari   | 0      |
| 22   | Kamui Kobayashi   | Caterham-Renault   | 0      |
| –    | André Lotterer    | Caterham-Renault   | 0      |

### Konstrukteurswertung
| Pos. | Konstrukteur         | Punkte |
| ---- | -------------------- | ------ |
| 01   | Mercedes             | 608    |
| 02   | Red Bull-Renault     | 363    |
| 03   | Williams-Mercedes    | 238    |
| 04   | Ferrari              | 196    |
| 05   | McLaren-Mercedes     | 147    |
| 06   | Force India-Mercedes | 123    |

| Pos. | Konstrukteur       | Punkte |
| ---- | ------------------ | ------ |
| 07   | Toro Rosso-Renault | 30     |
| 08   | Lotus-Renault      | 10     |
| 09   | Marussia-Ferrari   | 2      |
| 10   | Sauber-Ferrari     | 0      |
| 11   | Caterham-Renault   | 0      |